# ゴールキック (ラグビー)
ゴールキック（Goal Kick）は、ラグビーにおける得点方法の一つである。

## 概要
ゴールキックは、大きく分けて以下の三つがある。
- ドロップキック
- ペナルティキック
- コンバージョンキック

いずれもゴールポスト間におけるクロスバーの上を通れば得点が認められる。

## ドロップキック
流れの中から得点を決めるキック。ボールをピッチに一度落とし、跳ね返ったところを蹴る方法。ドロップゴールと呼ばれラグビーユニオン（以下ユニオン）では3点、ラグビーリーグ（同リーグ）では1点が加算される。なお、キックオフやコンバージョンキック、ペナルティゴール後の相手方によるキックもドロップキックとされているが、狭義のドロップキックはドロップゴールを狙うためのキックを指す。

## ペナルティキック
ペナルティが起こった場合にセットプレーとして行われるプレースキックまたはドロップキック（大抵は前者）。ペナルティゴールと呼ばれ、ユニオンではドロップゴールと同じく3点、リーグでは2点。

## コンバージョンキック
トライ後に行われるプレースキックまたはドロップキック（大抵は前者）。ユニオンでもリーグでも2点が加点される。リーグではこれによる得点を単に「ゴール」と呼ぶ場合もある。なお、一般的にはプレースキックで行われるが、劣勢なチームが試合残り時間が少なくなると、プレースの時間を節約するためにドロップキックで行うことも見られる。